# Crónica de un gran amor
Crónica de un gran amor fue una telenovela argentina producida por la cadena Canal 9 en el año 1976. Es protagonizada por Marta González y Alberto Martín, como también con Nelly Beltrán en el rol antagónico. Además contó con la participación de los actores Alfonso de Grazia, Eva Dongé y Luis Dávila.

## Elenco
- Marta González - Valeria Altamirano
- Alberto Martín - Rogelio de los Ríos
- Nelly Beltrán - Verónica
- Eva Dongé - Norma
- Luis Dávila - Leonel
- Alfonso de Grazia - Hermindo
- Jorge Martínez - Camilo
- Graciela Cimer - Rocío